# Sole a catinelle (EP)
Sole a catinelle è il primo EP del cantautore e comico italiano Checco Zalone, pubblicato il 31 ottobre 2013.

## Descrizione
L'EP raccoglie quattro canzoni tratte dalla colonna sonora del film omonimo, le quali sono tutte scritte dall'artista.
Benvenuta Gaia, inizialmente intitolata Dall'ovaia a Gaia, è una canzone, utilizzata all'interno del film durante i titoli di coda, dedicata alla nascita della figlia dell'artista, Gaia Medici. La canzone è stata interpretata con un testo parzialmente differente l'8 ottobre 2013 al concerto di Gianni Morandi insieme a quest'ultimo all'Arena di Verona.
La seconda traccia dell'album Superpapà è una canzone scritta sulla falsariga di Ufo Robot sigla dell'anime UFO Robot Goldrake, Dove ho sbagliato è un'esilarante ballad maschilista e, infine la canzone che dà il titolo al film è l'unica non cantata dall'artista ma da Robert Dancs.
Della registrazione dell'album è stato tratto anche un video backstage.

## Tracce
Testi e musiche di Luca Medici; edizioni musicali D.R..
1. Benvenuta Gaia (feat. Mariangela Eboli) – 2:37
2. Superpapà (feat. Cantabimbi Emmanuel) – 2:50
3. Dove ho sbagliato – 2:49
4. Robert Dancs – Sole a catinelle – 2:31

Durata totale: 10:47